# المناذر (عبس)

تعديل مصدري - تعديل

المناذر هي إحدى قرى عزلة الوسط بمديرية عبس التابعة لمحافظة حجة، بلغ تعداد سكانها 633 نسمة حسب تعداد اليمن لعام 2004.